# Штельцер, Христиан Юлий Людвиг
Христиан Юлий Людвиг Штельцер (нем. Christian Julius Ludwig Steltzer; 16 февраля 1758, Зальцведель — 8 октября 1831, Берлин) — немецкий юрист, ординарный профессор и декан нравственно-политического факультета Московского университета; профессор и ректор Императорского Дерптского университета.

## Биография
Родился 16 февраля 1758 года в Зальцведеле. Изучал право в Галльском университете, где получил докторскую степень. Свою карьеру начал в качестве судебного советника и городского секретаря в Лаймбахе. С 1792 года находился в Шраплау, в департаменте Магдебургского правительства, комиссаром юстиции и магистратом в Мансфельде. В 1795 году он стал профессором уголовного права в Галльском университете, но вернулся на свою прежнюю должность в Шраплау в 1796 году.
В 1805 году по приглашению попечителя М. Н. Муравьева прибыл в Россию и с 1806 по 1812 годы преподавал в Московском университете почти все науки, входившие тогда в состав юридического образования, а также Галлеву органологию в отношении к уголовной психологии. Имел чин надворного советника. В 1810–1811 годах был деканом отделения нравственных и политических наук.
Памятником ученой деятельности Штельцера как писателя осталась речь, произнесенная им в торжественном собрании университета: «De apto vulnerum quantitatem definiendi modo, ad corpus delicti constituendum et imputationen decernendam» (критический разбор всех тогда известных мнений об этом предмете).
Сославшись на нехватку денег, в 1812 году остался в Москве при вступлении в неё французов — единственным из профессоров университета. В течение французской оккупации он жил в помещениях университета, вначале считая себя его «проректором» и пытаясь руководить оставшимися там служителями, а затем поступив в учреждённый французами московский муниципалитет, где принял «должность по уголовной части». Штельцер был непосредственным свидетелем гибели в огне зданий Московского университета вместе с оставленными там музейными и книжными богатствами и имуществом профессоров.
Оценка роли Штельцера в этих событиях противоречива. Сам он в письмах к ректору И. А. Гейму и министру А. К. Разумовскому описывал свою «героическую» деятельность в попытках спасти университет от пожара и грабежа и оправдывал поступление в муниципалитет тем, что «служил городу, а не врагу». Однако, основываясь на рассказах других очевидцев, Гейм писал, что Штельцер «весьма дурно поступал с нашими». Действительно, возглавляя в муниципалитете департамент «общественной безопасности», Штельцер неизбежно должен был участвовать в совершавшихся французами многочисленных расстрелах москвичей, которых обвиняли как «поджигателей». Однако конкретная вина Штельцера не была доказана на проводимом властями судебном разбирательстве. По Указу Сената от 13 июля 1815 г. за сотрудничество с французами приговорён к лишению чина и высылке за границу, но учитывая объявленную императором Александром I амнистию и прошение Штельцера на высочайшее имя, в котором он высказал полное раскаяние, приговор в исполнение не приводился. Штельцер даже полностью получил жалование за два года, удержанное университетом, хотя, находясь под следствием (1813—1815) не нёс никакой учебной нагрузки.
Сразу после завершения судебного дела Штельцер покинул Москву и в 1815—1817 годах был профессором лифляндского права и практической юриспруденции в Дерптском университете. Был избран ректором Дертского университета 15 июня 1816 года. Едва приступив к исполнению своих обязанностей, Штельцер вместе с деканом юридического факультета Христианом Кёхи во время летних каникул за плату возвели несколько человек в степень доктора наук без проведения экзаменов и представления диссертации. Этот случай «делания» докторов получил широкую известность и послужил отправной точкой для формирования строгой системы научной аттестации в России. Пробыв в должности ректора всего три месяца, Штельцер по указу императора Александра I был уволен из университета с запрещением вступать на службу в Российской империи.
Вернувшись в Пруссию, стал советником юстиции и членом уголовной палаты заседателей в Берлинском городском суде; в 1819—1823 годах занимал должность приват-доцента Берлинского университета. 
Умер в Берлине 8 октября 1831 года. Был женат, но потомства не оставил.